# Seimatosporium arbuti
Seimatosporium arbuti är en svampart som först beskrevs av Bonar, och fick sitt nu gällande namn av Shoemaker 1964. Seimatosporium arbuti ingår i släktet Seimatosporium och familjen Amphisphaeriaceae.   Inga underarter finns listade i Catalogue of Life.